# 2020-as új-zélandi általános választások
| Listavezető              | Jacinda Ardern                    | Judith Collins                    | James Shaw Marama Davidson        | David Seymour (politikus)          | John Tamihere Debbie Ngarewa-Packer | Winston Peters                   |
| ------------------------ | --------------------------------- | --------------------------------- | --------------------------------- | ---------------------------------- | ----------------------------------- | -------------------------------- |
| Párt neve                | Munkáspárt                        | Nemzeti Párt (Új-Zéland)          | Zöldek                            | Fogyasztók és Adófizetők Társasága | Maori Párt                          | Új Zéland Az Első                |
| Szavazatok száma         | 1,357,501 48.07%                  | 963,845 34.13%                    | 162,245 5.74%                     | 97,697 3.46%                       | 60,837 2.15%                        | 30,209 1.07%                     |
| Mandátumok               | Képviselőház (Új-Zéland):65 / 120 | Képviselőház (Új-Zéland):33 / 120 | Képviselőház (Új-Zéland):10 / 120 | Képviselőház (Új-Zéland):10 / 120  | Képviselőház (Új-Zéland):2 / 120    | Képviselőház (Új-Zéland):0 / 120 |
| Változás a mandátumokban | 19                                | 23                                | 2                                 | 9                                  | 2                                   | 9                                |

A 2020-as új-zélandi általános választásokat 2020. október 17-én, szombaton tartották meg. A választások tétje az 53. új-zélandi parlament összetétele volt. Az előző parlamentet 2017. szeptember 23-án választották meg, és 2020. szeptember 6-án oszlatták fel. A július 22. óta Judith Collins vezette ellenzéki Új-zélandi Nemzeti Pártot földrengésszerű győzelemmel megelőzte az Új-zélandi Munkáspárt, melyet a hivatalban lévő miniszterelnök, Jacinda Ardern vezetett. Ez volt az első alkalom, hogy a vegyes arányos képviseleti rendszer idejében egy párt abszolút többséget tudott szerezni, és ez volt a legnagyobb arányú győzelem Új-Zéland történetében.
Mivel Aucklandben covid19-es beteget találtak augusztusban, ezért elhalasztották a szavazást, melynek a végén a szavazók a Képviselőház 120 tagját választottak meg a vegyes-arányos képviseleti rendszerben, mely arányos képviseletet biztosít. A képviselők közül 72-t választókerületekből küldenek a szavazók a parlamentbe, míg 48 helyet zárt pártlistákról osztanak szét. 2020. október 16-ig a 3,77 millió választójogosult ember közül mintegy 3,48 millió fő (92,5%) iratkozott fel. A korai szavazás már október 3-án megnyílt, és mintegy 1,98 millió ember már a választások napja előtt leadta a szavazatát.
A választásokkal egy időben két népszavazást is tartottak, egyet a vadkender egyéni fogyasztásáról és annak szabályozásáról, egy másikat pedig az eutanáziáról.
Az év során korábban megtartott közvélemény-kutatások egyik párt számára sem mutattak jelentős előnyt. Azonban a koronavírus új-zélandi február 28-i megjelenése és annak igen elismert, Jacinda Ardern vezette munkáspárti kormány által történt kezelése oda vezetett, hogy a szavazatok igen nagy részét sikerült megszerezniük. A Munkáspárt eddig példa nélküli előnyt mutatott a választások előtt. Az előzetes eredmények alapján a Zöldek külső támogatásával vagy egyedül is alakíthat kormányt a párt. A Munkáspárt kimagasló támogatottságát tovább erősítette az, hogy a választási kampány legfontosabb témája a Covid19 kezelése volt, a Nemzeti Párt vezetése pedig kevesebb mint három hónap alatt háromszor változott, (először konzervatívról mérsékeltre, majd ismét konzervatívra), ami hozzájárulhatott a szerény választási eredményhez, mivel a választók véleménye megosztott lett. Sokan úgy érzik, a Munkáspárt sok szavazatot tudott elcsípni Új-Zéland középre húzó népesség összetétele miatt, főleg azoktól, akik korábban, John Key idejében a nemzetiekre szavaztak, és emögött leginkább Jacinda Ardern személyes imázsa húzódik meg.
A „Covid-választás” oda vezetett, hogy több kék szavazókerület is – ahol igen nagy különbséggel szoktak nyerni a nemzetiek – hátat fordított a régi pártjának. Erre volt példa Wairarapa és Rangitata. Az utóbbi helyen most először nyert a Munkáspárt. Auckland kivételével az összes nagyobb város a Munkáspártot küldte a parlamentbe. A Nemzetiek közül többen is elvesztették a széküket, így például a helyettes vezető Gerry Brownlee, aki Ilam eddigi egyetlen képviselője Felívelő pályát futott be Chris Bishop is,  aki 2017-ben elvesztette Hutt South-t, és ott akkor a nemzetiek nyertek. Szintén meglepetés volt a ház apjának nevezett Nick Smith, Nelson képviselőjének a kiesése is, aki 1990. óta tagja a parlamentnek. Ez volt a Nemzetiek legrosszabb választási eredménye 2002. óta. 
A többi pártot nézve a zöldek a Munkáspárt középre tolódásának köszönhetően további 10 helyet szereztek meg. Sokkal jobban jártak a listás szavazáson mint az egyéni képviselői helyekért folytatott harcban. Ha taktikailag szavaztak volna, nem oszlott volna annyifelé a nemzetiekre leadható szavazatok mennyisége. Meglepetésre a nemzetközi kedvenc, zöld színekben induló Chlöe Swarbrick képviselő megnyerte Auckland központi részét, a nemzetiek Nikki Kaye-e ellen, illetve azzal a munkáspárti Helen White-tal szemben, akit csak 492 szavazattal előzött meg.  A Nemzeti Párt botorkálása, a szavazatok megoszlása a mérsékelt és a konzervatív irányok között azt jelentette, hogy a jobboldali ACT párt 10 helyet megszerzett, melyek közül kilencet pártlistán húzott be, egyet pedig Epsomben szerzett meg. Winston Peters és a hozzá kapcsolódó Új-Zéland Először eddigi egyik legrosszabb eredményét hozta össze, így csökkent annak az esélye, hogy ismét „királycsinálók” lehessenek, és ismét ők írják a politika történelmét. Ezzel ellentétben a volt munkáspárti John Tamihere lett a Māori Párt egyik vezetője. Mivel a  maorik leginkább a Munkáspártra szavaztak, ezért olyan ellentmondásos üzenetekkel, melyek szerint a Nemzetieket támogatják, Tamihere bejelentette, hogy semmiképp sem szöveteznének a kormányra jutáshoz a Nemzetiekkel. Így egy képviselői helyet szereztek, megszerezték Waiariki körzetét az addigi munkáspárti from Tamati Coffeytől. A maorik többi helyét a munkáspártiak vitték el.